# Лано (Тексас)
Лано (енгл. Llano) град је у америчкој савезној држави Тексас. По попису становништва из 2010. у њему је живело 3.232 становника.

## Демографија
Према попису становништва из 2010. у граду је живело 3.232 становника, што је 93 (2,8%) становника мање него 2000. године.
| Група             | 2000.         | 2010.         |
| Белци             | 2.973 (89,4%) | 2.736 (84,7%) |
| Афроамериканци    | 19 (0,6%)     | 17 (0,5%)     |
| Азијати           | 8 (0,2%)      | 20 (0,6%)     |
| Хиспаноамериканци | 296 (8,9%)    | 417 (12,9%)   |
| Укупно            | 3.325         | 3.232         |